# Disepalum
Disepalum es un género de plantas fanerógamas con diez especies perteneciente a la familia de las anonáceas. Son nativas del este y sudeste de Asia.

## Descripción
Son árboles o arbustos, indumento de pelos simples o estrellados. Pecíolo corto a menudo ausente. Las inflorescencias terminales o, a veces hojas opuestas. Pedicelo delgado, independiente, sin brácteas. Sépalos [2 o] 3, relativamente grandes, valvados, libre, finalmente ± reflexos. Pétalos [4 -] 6, en [1] o 2 verticilos, ± iguales, libres [o unidos en una tazao], a veces imbricados en las puntas. Frutos monocarpos generalmente muchos, con 2 semillas  brillantes de color castaño, elipsoides o aplanadas-elipsoides.

## Taxonomía
El género fue descrito por Joseph Dalton Hooker y publicado en Transactions of the Linnean Society of London 23: 156. 1860.  La especie tipo es: Disepalum anomalum

## Especies
| - Disepalum aciculare - Disepalum acuminatissimum - Disepalum anomalum - Disepalum coronatum - Disepalum grandiflorum | - Disepalum longipes - Disepalum petelotii - Disepalum plagioneurum - Disepalum platypetalum - Disepalum pulchrum |